# پالالوتوماتیکا
پالالوتوماتیکا (به ایتالیایی: PalaLottomatica) با نام سابق پلازتو دلو اسپرت یک سالن سرپوشیده ورزشی در شهر رم، ایتالیا است.
این سالن یکی از چندین ساختمان ساخته شده توسط نروی و پسرش آنتونی برای بازیهای المپیک ۱۹۶۰ در رم بوده‌است. این ساختمان به گونه‌ای طراحی شده‌است که ۵۰۰۰ تماشاچی را برای مسابقات کشتی، بوکس، ژیمناستیک و والیبال در خود جای دهد. قطر گنبد دایره‌ای شکل آن ۶۰ متر و ارتفاع آن ۲۱ متر می‌باشد. فرم معمارانه گنبد پوسته‌ای با طرح لاملا و فرم ستون‌ها در این بنا بی‌نظیر است.
فرم گنبد از نیم کره کوچکتر است و به این ترتیب حجم کمتری اشغال کرده و وزن و ارتفاع کمتری دارد. گنبد دارای تیرهای تقویت‌کننده یکپارچه به فرم لاملا و به صورت نمایان می‌باشد که به‌طور حلزونی شکل به سمت داخل و در جهت مرکز گنبد ادامه می‌یابد. در مرکز گنبد یک حلقه فشاری وجود دارد که تأمین‌کننده نور طبیعی در قسمت مرکزی ساختمان می‌باشد. گنبد متکی بر ۳۶ عدد ستون بتنی درجا می‌باشد که با فواصل مساوی در اطراف ساختمان قرار دارند. این فرم کمترین فضا را در روی زمین و در محل رفت‌وآمد تماشاچیان اشغال می‌کند. شیوه ساخت گنبد حداقل به اندازه طرح سازه آن نوآوری داشته و متشکل از بتن مسلح با قالب درجا بوده‌استکه به وسیله ۱۶۲۰ عدد قالب بتنی پیش‌ساخته به شکل الماس که پس از ساختته شدن در چای خود قرار گرفته‌اند، شکل گرفته‌است.
پوسته گنبد به وسیله تا خوردگیهای ملایمی بر روی لبه آن در برابر خم شدگی مقاوم شده است، درست مثل بافت پوسته‌های صدف‌های دریایی. در ضمن امکان امکان استفاده از نور طبیعی از میان شکاف‌های پدید آمده در میان تا خوردگیها ممکن شده‌است. شیوه ساخت این بنا کاملاً اقتصادی بوده و سرعت ساخت بالایی داشته‌است و در نهایت نمایی عالی برای ساختمان تأمین شده‌است. تنها ۳۰ روز برای اجرای کامل گنبد وقت صرف شده‌است.
پیر لوییجی و آنتونیو نروی، سازه: نروی و بارتولی، رم ایتالیا، ۱۹۷۵